# Pulpitis

Querschnitt durch einen Zahn

Die Pulpitis  (von lateinisch pulpa „Fleisch“ und altgriechisch -ῖτις -ítis  als Bezeichnung einer Entzündung) bezeichnet eine Entzündung der Zahnpulpa (Zahnmark), des Gewebes im Pulpencavum, des Zahninnenraums. Die Pulpa besteht aus Bindegewebe mit Blut- und Lymphgefäßen sowie Nervenfasern.

## Ursachen
Die Pulpitis wird durch mechanische, thermische oder chemische Reizung (zum Beispiel während einer Zahnbehandlung) verursacht oder durch Bakterien, die in Kariesläsionen oder durch Risse oder Frakturen in den Zahn eindringen.
Zahnschmerzen sind Symptome einer akuten Pulpitis. Ist der Reiz kurzzeitig oder lokal begrenzt, tritt Heilung ein (reversible Pulpitis). Bei andauernder Reizung wird die Entzündung chronisch. Es können dann die folgenden Prozesse stattfinden:
- Reizdentinbildung: an der Innenseite des Dentins, dort wo die Dentinkanälchen unter einer Kavität oder durch Verschleiß freigelegtes Dentin münden, wird eine dickere Schicht Dentin gebildet.
- Blutgefäßreaktion: die Durchblutung steigt, rote Blutkörperchen stauen sich.
- Leukozyteninfiltrat: an der betreffenden Stelle der Pulpa werden Entzündungsstoffe freigesetzt. Diese sorgen für eine erhöhte Durchlässigkeit der Gefäßwände, wodurch Plasma und Leukozyten austreten.
- Erhöhte Bildung von Bindegewebsfasern, dies geschieht, um die Pulpa undurchlässig für Reize zu machen.
- Im fortgeschrittenen Stadium können sich lokale Mikroabszesse bilden, das Gewebe stirbt ab und wird eingekapselt. Es können sich an der Grenze neue Odontoblasten bilden, um den Prozess mit neugebildetem Dentin einzukapseln.

## Formen

Die Entwicklungsstadien der Karies mit Darstellung der Symptomatik

Man unterscheidet zwischen Formen der akuten und der chronischen Pulpitis.

### Akute Entzündungen

#### Hyperämie
Das erste Stadium einer Entzündung der Pulpa ist die Hyperämie, die meist reversibel ist. Es wandern Lymphozyten und Plasmazellen in den subodontoblastischen Bereich ein, verbunden mit einer Erweiterung der Arteriolen und einer deutlichen Erhöhung der Fließgeschwindigkeit des Blutes.

#### Pulpitis acuta serosa
Nach dem Stadium der Hyperämie erfolgt ein Austritt von serösem Exsudat. Man unterscheidet zwischen einer partiellen und einer totalen Pulpitis. Bei einer Pulpitis acuta serosa partialis ist diese auf einen kleinen Teil der Kronenpulpa begrenzt. Ist die gesamte Pulpa befallen, spricht man von einer Pulpitis acuta serosa totalis, die irreversibel ist, jedoch in eine chronische Pulpitis übergehen kann.

#### Pulpitis acuta purulenta
Kommt bei der Pulpitis acuta serosa eine Leukodiapedese hinzu, wird die seröse zu einer eitrigen Entzündung. Bei der infizierten Nekrose findet eine Zersetzung der abgestorbenen Pulpa durch eine bakterielle Mischinfektion statt. Sie stellt das Endstadium aller Pulpitiden dar.

### Chronische Entzündungen

#### Pulpitis chronica clausa
Die Pulpitis chronica clausa (lat. clausus geschlossen) ist die häufigste Form der chronischen Pulpitiden und die geschlossene Form, d. h. das Pulpencavum ist nicht mit der Mundhöhle verbunden. Man findet Infiltrate aus Lymphozyten, aus Plasmazellen sowie aus Mastzellen. Die Pulpitis chronica clausa kann klinisch unauffällig über eine lange Zeit bestehen. Ursache der Pulpitis chronica granulomatose clausa ist oft ein dentales Trauma. Bei dieser Form der Pulpitis kann eine Resorption des Dentins folgen, die bis zu einer Spontanfraktur des Zahnes führen kann.

#### Pulpitis chronica aperta

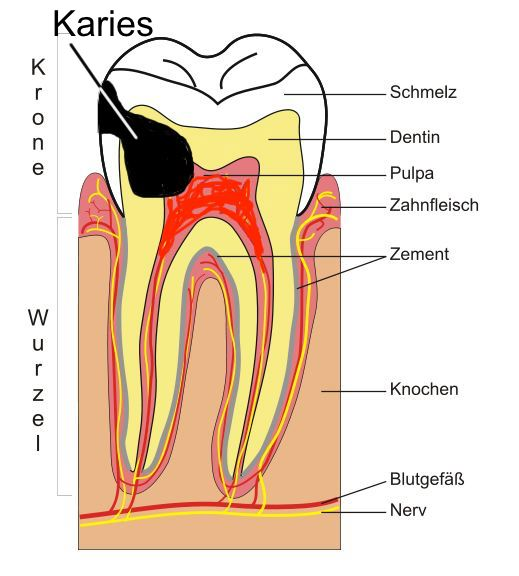
Tiefer kariöser Defekt mit Eröffnung der Pulpa, der zur Pulpitis führt

Die Ausdehnung einer kariösen Läsion oder ein Trauma des Zahnes kann eine Verbindung zwischen der Mundhöhle und dem Pulpengewebe erzeugen. Es kommt zu einer Pulpitis chronica aperta (lat. apertus offen).

#### Pulpitis chronica aperta ulcerosa
Bei der Pulpitis chronica aperta ulcerosa (lat. ulcus Geschwür) befindet sich im Bereich der Öffnung des Pulpencavums eine ulzerierende Pulpaoberfläche.

#### Pulpitis chronica aperta granulomatosa
Liegt eine ausreichende Blutversorgung vor, so kann die Pulpitis chronica aperta ulcerosa in die Pulpitis chronica aperta granulomatosa (lat. granulum Körnchen) (Pulpapolyp) übergehen. Ein Granulationsgewebe wächst langsam als sich vergrößernde Gewebsmasse durch die Öffnung des Pulpendaches aus der Pulpahöhle heraus.

## Ablauf
Zunächst ist die Entzündungsreaktion lokal begrenzt (partielle Pulpitis). Dauert der Reiz an, entzündet sich die Pulpa im Kronenbereich im sog. Pulpencavum, später kann sich der Prozess auch in den Wurzelkanal ausbreiten.
Treten Bakterien in die Pulpa ein, steigt die Konzentration an Endotoxinen, und der Entzündungsprozess intensiviert sich. Der Gewebedruck steigt lokal durch Blutgefäßreaktionen. Dies führt zu lokalen Infarkten, Nekrosen und schließlich zur Microabszessbildung. Als deren Folge entzündet sich benachbartes lokales Pulpengewebe und der Kreislauf setzt sich fort. Das Gewebe stirbt ab (infizierte Nekrose, wurde früher auch „Gangrän“ genannt). Bakterielle Endotoxine können in den Parodontalspalt gelangen, es bildet sich eine odontogene Infektion an der Wurzelspitze, die als apikale Parodontitis bezeichnet wird.
Die Pulpa kann auch durch Traumata absterben, wenn durch Zahnbewegung der Blutgefäßstrang an der Wurzelspitze abgerissen wird. Bei einer erhöhten Erwärmung (zum Beispiel durch Beschleifen des Zahnes mit unzureichender Kühlung) kann die Pulpa absterben. Solange keine Bakterien eindringen, bleibt die Pulpa steril (sterile Nekrose). In diesem Fall entsteht keine Entzündungsreaktion im Parodontalbereich an der Wurzelspitze.
Selbst bis zum Stadium der Pulpanekrose kann der Prozess vollkommen schmerzfrei sein und erst durch eine Vorsorgeuntersuchung oder durch externe Einwirkung, zum Beispiel durch ein hartes Aufbeißen, auffallen.

## Diagnostik
Die Diagnostik der einzelnen Pulpitisformen erweist sich bisher als schwierig bis unmöglich. Ersatzweise bedient sich der Zahnarzt einer therapieorientierten Diagnostik. Hierzu gehören die Röntgendiagnostik, die Sensibilitätsprüfung, der Perkussionsschmerz, der Nachtschmerz, medikamentöse Einlagen, Ausstrahlungsschmerzen, Ausschlussverfahren durch Lokalanästhesien, Palpation, Bestimmung der Zahnbeweglichkeit und andere.

## Differentialdiagnosen
- Pulpagangrän: Das Pulpagewebe stirbt durch anaerobe Keime ab und löst sich auf.
- Dentikel: Verkalkungen des Pulpengewebes mittels rundlicher bis ovaler Hartgewebekörper. Ursachen können das Alter oder Traumata sein; Dentikel können auch infolge von Heilungsvorgängen oder durch therapeutische Eingriffe entstehen. Sie werden zumeist als Zufallsbefunde auf Röntgenaufnahmen oder während einer Wurzelkanalaufbereitung entdeckt
- Apikale Parodontitis: Entzündliche Prozesse im Bereich der Wurzelspitze eines Zahnes
- Odontogene Infektionen: Abszesse mit und ohne Verbindungen zur Mundhöhle bzw. in den Kieferknochen (Fistel)

## Therapie

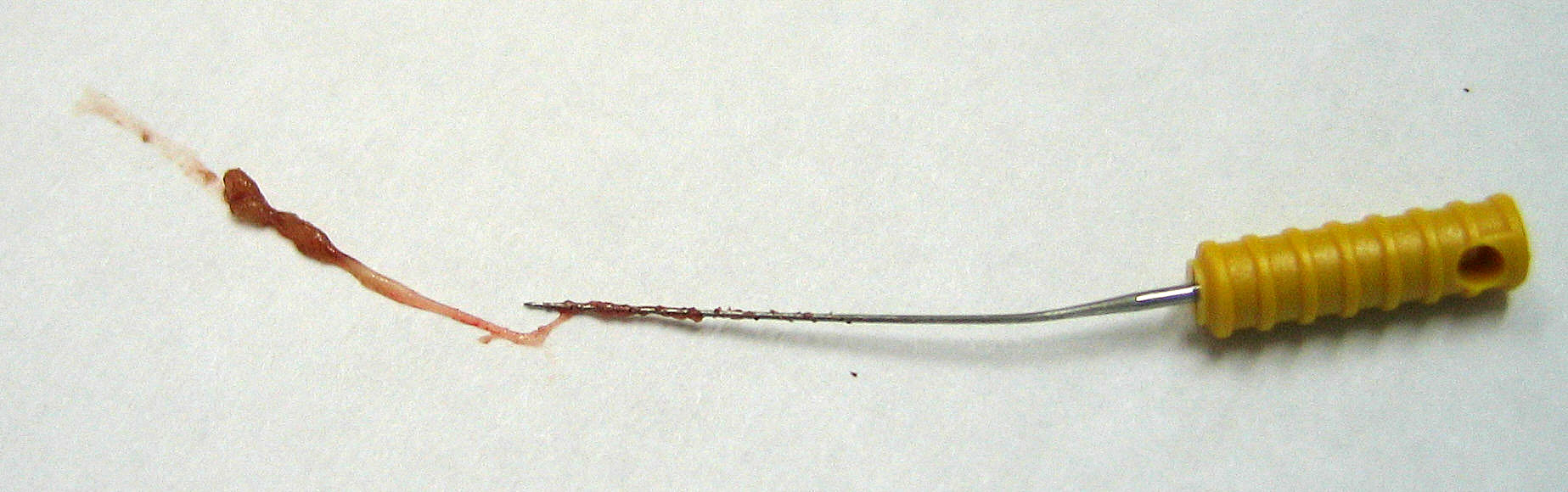
Links: Entfernte pulpitische Pulpa; rechts: Exstirpationsnadel

Im Falle einer irreversiblen Pulpitis oder bei Pulpanekrosen ist die Durchführung einer Wurzelkanalbehandlung das Mittel der Wahl. Dabei wird das vitale oder devitale Pulpengewebe aus dem Wurzelkanal entfernt, der Wurzelkanal erweitert und dabei das den Wurzelkanal umgebende infizierte Wurzeldentin durch Herausfeilen entfernt.

## Geschichte
Bereits im alten Mesopotamien kannte man die Pulpitis. Als Krankheitsursache wurde ein sogenannter Zahnwurm angenommen.